# قرانيا قوقازية
القرانيا القوقازية أو قرانيا ماير (باللاتينية: Cornus meyeri) نوع نباتي شجري من جنس القرانيا ينتمي إلى الفصيلة القرانية.

## الموئل والانتشار
ينتشر في القوقاز.

## مرادفات للاسم العلمي
- (باللاتينية: Thelycrania meyeri Pojark.)
- (باللاتينية:  Swida meyeri (Pojark.) Soják)
- (باللاتينية: Thelycrania meyeri Pojark.)